# 杰克·谢伊
杰克·阿莫斯·谢伊（英語：Jack Amos Shea，1910年9月7日—2002年1月22日），美国前男子速度滑冰运动员。他曾代表美国获得1932年冬季奥运会速度滑冰比赛男子500米和男子1500米金牌。